# Larnax glabra
Larnax glabra là loài thực vật có hoa trong họ Cà. Loài này được (Standl.) Sawyer mô tả khoa học đầu tiên năm 2001.